# Franz Albert Heinen
Franz Albert Heinen, auch F. A. Heinen oder Franz-Albert Heinen (* 1953 in Schleiden), ist ein deutscher Journalist und Sachbuchautor. Er legte verschiedene Veröffentlichungen zu regionalgeschichtlichen Themen der Nordeifel vor. Dabei ist Heinen vor allem mit Dokumentationen zum System der NSDAP-Ordensburgen, insbesondere der  NS-Ordensburg Vogelsang, hervorgetreten.

## Leben
Franz Albert Heinen wurde 1953 in Schleiden geboren, wo er auch aufwuchs und die Volksschule sowie das Städtische Gymnasium besuchte. Nach dem Abitur im Jahr 1974 verpflichtete er sich zunächst für zwei Jahre als Soldat auf Zeit und studierte dann vier Semester Germanistik und Geschichte in Bonn an der Rheinischen Friedrich-Wilhelms-Universität. 1978 begann er als Reporter beim Kölner Stadt-Anzeiger, für den er seit 1981 als Redakteur in der Lokalredaktion Euskirchen tätig ist. Neben der Regionalgeschichte sind Politik und Kriminalfälle seine bevorzugten Themenfelder.
Großen Erfolg hatte Heinen 1998 mit der Biografie der in der Eifel aufgewachsenen moslemischen Kosovo-Albanerin Schukrana McFadyen, die er zusammen mit ihr unter dem Titel Die zwei Gesichter der Liebe veröffentlichte. Das Buch erfuhr in der Folge auch Übersetzungen ins Dänische und Bulgarische. Nach der Dokumentation zur Geschichte des ehemaligen Rüstungsbetriebes „Espagit“ in Hallschlag unter dem Titel Die Todesfabrik (2000) begleitete Heinen intensiv die Gründungsphase des ersten nordrhein-westfälischen Nationalparks, dem Nationalpark Eifel. Besonderes Augenmerk legte er dabei schon frühzeitig auf das inmitten des Nationalpark-Gebiets gelegene und seinerzeit als belgischer Truppenübungsplatz Vogelsang genutzte Gelände rund um die ehemalige Ordensburg. Unter dem Titel Vogelsang. Von der NS-Ordensburg zum Truppenübungsplatz legte er 2002 eine kritische Dokumentation über die Ordensburg, einem der wenigen fast vollständig erhaltenen Ensembles nationalsozialistischer Architektur, und ihrer Nachkriegsgeschichte vor. Dies stieß eine umfangreiche Debatte um mögliche Nachfolgenutzungen des Geländes und der Ordensburg, die nach dem Abzug der Militärs seit 2006 öffentlich zugänglich ist, an. Hintergrund war vor allem die Frage nach einem angemessenen Umgang mit dem historisch belasteten NS-Ensemble. Heinen engagierte sich dafür, dass die ehemalige Ordensburg zu einem Zentrum „Lernort Vogelsang“ entwickelt wird, begleitet ehrenamtlich als Referent Besuchergruppen durch das weitläufige Areal und verfasste auch ein erstmals 2006 erschienenes Besucher-Begleitheft. Der Journalist ist überzeugt: „Aus meiner Sicht ist Vogelsang eines der wichtigsten Ausstellungsstücke zur NS-Ideologie, das wir in Deutschland haben.“
Diese Ansicht untermauerte Heinen mit der Darstellung Gottlos, schamlos, gewissenlos. Zum Osteinsatz der Ordensburg-Mannschaften (2007). Er hatte nach Sichtung von Dokumenten, Namenslisten und Protokollen aus belgischen Archiven herausgefunden, dass der zwischen 1936 und 1939 auf Vogelsang ausgebildete Nazi-Führungsnachwuchs im Zweiten Weltkrieg nicht nur als Soldaten, sondern häufig auch als Zivilverwalter in den besetzten Ostgebieten eingesetzt wurde und einige dieser „Ordensjunker“ an den dort verübten Kriegsverbrechen führend beteiligt gewesen sein sollen.
Von Heinen stammen zudem Veröffentlichungen in Jahrbüchern und Anthologien.
Der parteilose Journalist engagiert sich als Mitglied im Förderverein Nationalpark Eifel e. V., im Verein Gegen Vergessen – Für Demokratie und als Kuratoriumsmitglied in der Bürgerstiftung Nationalpark Eifel. Für seine Forschungen zu den Ordensburgen erhielt er den Horst-Konejung-Preis 2011.
Franz Albert Heinen ist verheiratet und hat zwei Kinder. Er wohnt in Schleiden.

## Schriften
- mit Schukrana McFadyen: Die zwei Gesichter der Liebe. Bergisch Gladbach 1998. (2., vollständige Taschenbuchauflage. Bergisch Gladbach 2001, ISBN 3-404-25597-6)
- Die Todesfabrik. Espagit – die geheime Granatenschmiede. Eine Dokumentation. Aachen 2000, ISBN 3-933608-14-7.
- Vogelsang. Von der NS-Ordensburg zum Truppenübungsplatz. Eine Dokumentation. Aachen 2002, ISBN 3-933608-46-5.
- mit Werner Rosen: Schleiden. (Die Reihe Archivbilder). Sutton, Erfurt 2005, ISBN 3-89702-924-3.
- Vogelsang. Im Herzen des Nationalparks Eifel. Ein Begleitheft durch die ehemalige „NS-Ordensburg“. (Freizeitführer Rheinland). Düsseldorf 2006, ISBN 3-935873-11-5.
- Gottlos, schamlos, gewissenlos. Zum Osteinsatz der Ordensburg-Mannschaften. Düsseldorf 2007, ISBN 978-3-935873-27-7.
- mit Christina Threuter: Vogelsang. Im Herzen des Nationalparks Eifel. Ein Begleitheft durch die ehemalige NS-„Ordensburg“. 5., aktualisierte Auflage. Gaasterland-Verlag, Düsseldorf 2010, ISBN 978-3-935873-11-6.
- NS-Ordensburgen Vogelsang, Sonthofen und Krössinsee. Ch. Links Verlag, Berlin 2011, ISBN 978-3-86153-618-5.